# Bernhard Schütze
Bernhard Schütze war ein deutscher Kommunalpolitiker.
Schütze trat 1898 als Magistratsassessor in die Stadtverwaltung von Stendal ein und wurde ein Jahr später zum zweiten Bürgermeister gewählt.
1912 wurde Schütze Oberbürgermeister von Stendal und blieb dies bis 1931.
Sein Nachfolger wurde Karl Wernecke.